# Saint-Pierre-Avez
Saint-Pierre-Avez  es una población y comuna francesa, situada en la región de Provenza-Alpes-Costa Azul, departamento de Altos Alpes, en el distrito de Gap y cantón de Ribiers.

## Demografía
| 38 | 30 | 28 | 14 | 20 | 24 | 33 |
| Para los censos de 1962 a 1999 la población legal corresponde a la población sin duplicidades (Fuente: INSEE [Consultar]) |    |    |    |    |    |    |